# Racing Club Tienen Atletiek
Racing Club Tienen Atletiek, afgekort RCT Atletiek, is een sportvereniging uit Tienen opgericht in 1942. 
RCT Atletiek kreeg zijn naam van Racing Club Tienen, de voetbalploeg die sinds 1921 bestond. De ploeg kreeg een aantal onderafdelingen die uiteindelijk zelfstandig werden en allemaal Racing Tienen in hun naam droegen, onder meer basketbal, tennis, hockey en atletiek. De thuisbasis van RCT Atletiek ligt op het Houtemveld. Van het einde van de jaren vijftig tot de verhuizing naar de huidige piste in 2004 was de club actief op de piste van Berberendaal in de Molenstraat.

## Terrein

### Piste
De club traint op de 400 meter piste. Deze piste is uitgerust met 8 banen en 9 voor de 100 meter

### Finse piste
De Finse piste is circa 1.2 kilometer lang. Met verscheidene heuvels. In het sportcentrum kunnen lopers gebruikmaken van een loopparcours deels op houtsnippers en deels op gras aan de buitenrand van het sportcentrum.